# Urban Strangers

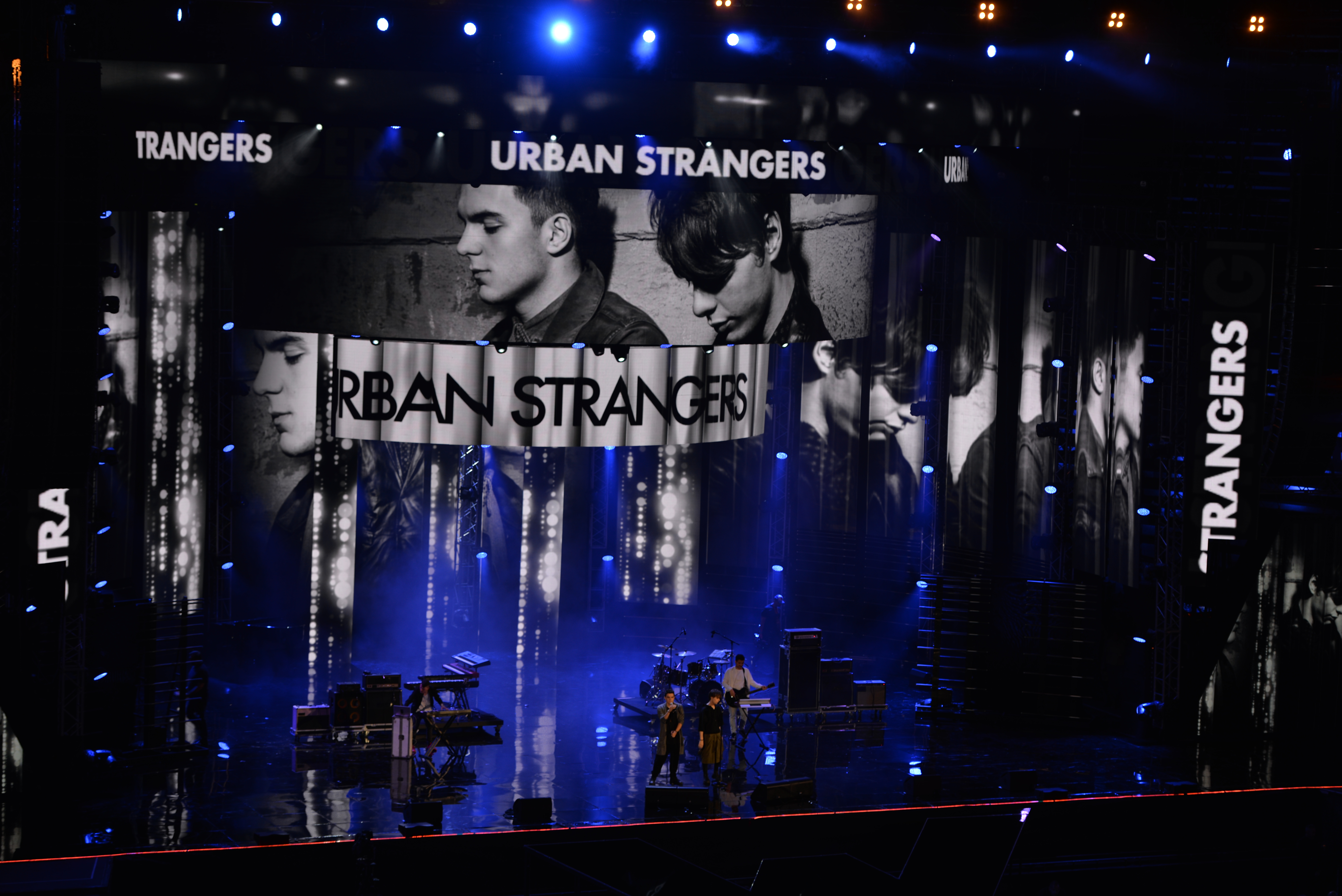
Urban Strangers live

Urban Strangers ist eine italienische Band aus Somma Vesuviana, die 2015 durch ihre Teilnahme an der Castingshow X Factor bekannt wurde. Sie besteht im Kern aus Gennaro „Genn“ Raia (* 12. Februar 1995 in Pollena Trocchia) und Alessio „Alex“ Iodice (* 18. September 1995 in Massa di Somma).

## Bandgeschichte
Raia und Iodice, beide aus der Umgebung von Neapel, formierten sich 2012 zur Band Urban Strangers und begannen nach einigen Liveauftritten, im örtlichen Studio Casa Lavica an eigener Musik zu arbeiten. 2015 veröffentlichten sie nach der Single Empty Bed ihre erste EP und bewarben sich bei der Castingshow X Factor, wo sie im Team von Juror Fedez antraten. Sie gelangten ins Finale und galten als Favoriten, verloren jedoch knapp gegen Giò Sada. Ihre Single Runaway erreichte im Anschluss die Spitze der Charts; außerdem erschien eine gleichnamige EP, die den Nummer-eins-Hit, im Lauf von X Factor präsentierte Coverversionen und Lieder von der ersten EP enthielt. 2016 stießen die Produzenten des Duos fest als Livemusiker zur Band dazu.

## Diskografie

### Alben
| Jahr | Titel           | Höchstplatzierung, Gesamtwochen, AuszeichnungChartsChartplatzierungen (Jahr, Titel, Platzierungen, Wochen, Auszeichnungen, Anmerkungen) | Anmerkungen           |
| Jahr | Titel           | IT | Anmerkungen           |
| ---- | --------------- | --- | --------------------- |
| 2015 | Urban Strangers | IT16 (1 Wo.)IT | EP                    |
| 2015 | Runaway         | IT6 Gold · (13 Wo.)IT | EP Verkäufe: + 25.000 |
| 2018 | U.S             | IT31 (1 Wo.)IT |                       |

### Singles
- Empty Bed (2015)

| Jahr | Titel Album               | Höchstplatzierung, Gesamtwochen, AuszeichnungChartsChartplatzierungen (Jahr, Titel, Album, Platzierungen, Wochen, Auszeichnungen, Anmerkungen) | Anmerkungen                                 |
| Jahr | Titel Album               | IT | Anmerkungen                                 |
| ---- | ------------------------- | --- | ------------------------------------------- |
| 2015 | Last Part Runaway         | IT57 (2 Wo.)IT |                                             |
| 2015 | Runaway                   | IT1 Platin · (10 Wo.)IT | Verkäufe: + 50.000                          |
| 2015 | Cupid’s Chokehold Runaway | IT34 (3 Wo.)IT | Coverversion, Original von Gym Class Heroes |
| 2015 | Oceans Runaway            | IT25 (2 Wo.)IT | Coverversion, Original von Jay-Z            |
| 2015 | Rape Me Runaway           | IT66 (1 Wo.)IT | Coverversion, Original von Nirvana          |

- Bones (2016)

## Belege
1. ↑  Urban Strangers. In: X Factor. Sky, 1. August 2015, abgerufen am 17. Mai 2016 (italienisch).
2. ↑  Urban Strangers. Casa Lavica Records, abgerufen am 17. Mai 2016 (italienisch).
3. ↑  Francesca Sironi: Urban Strangers: il Fattore X sotto il vulcano. In: d.repubblica.it. Gruppo Editoriale L’Espresso, 22. Februar 2016, abgerufen am 17. Mai 2016 (italienisch).
4. ↑  Gianmarco Regaldi: Urban Strangers: La storia del duo alla conquista di web e classifica dopo l’audizione a X-Factor (video). In: aLLMusicitalia. Edizioni Molecola di Longo Massimiliano, 13. September 2015, abgerufen am 17. Mai 2016 (italienisch).
5. ↑  Giovanni Ferrari: Urban Strangers: “Torniamo all’elettronica”. In: Panorama.it. Arnoldo Mondadori Editore, 21. Januar 2016, abgerufen am 17. Mai 2016 (italienisch).
6. ↑  Raffaella Serini: Urban Strangers: «La gioia di essere “loser”». In: VanityFair.it. Condé Nast Verlag, 19. Dezember 2015, abgerufen am 17. Mai 2016 (italienisch).
7. ↑  Gli Urban Strangers live a Sorrisi con «Team» e «Last part». In: Sorrisi.com. Arnoldo Mondadori Editore, 21. Januar 2016, abgerufen am 17. Mai 2016 (italienisch).
8. ↑  Ilaria Chiavacci: Gli Urban Strangers «si fanno in quattro». In: VanityFair.it. Condé Nast, 4. April 2016, abgerufen am 17. Mai 2016 (italienisch).
9. ↑  Alben von Urban Strangers. In: Italiancharts.com. Hung Medien, abgerufen am 17. Mai 2016.
10. 1 2  Urban Strangers im Auszeichnungsarchiv. FIMI, abgerufen am 17. Mai 2016 (italienisch).
11. ↑  Archivio classifiche Top Digital. FIMI, abgerufen am 17. Mai 2016 (italienisch).